# Hồ Bakhtegan
Hồ Bakhtegan (tiếng Ba Tư: دریاچۀ بختگان) là một hồ nước mặn nằm ở tỉnh Fars, miền nam Iran, khoảng 160 km (99 dặm) về phía đông Shiraz và 15 km (9,3 dặm) về phía tây thị trấn Neyriz.
Hồ Bakhtegan có diện tích bề mặt 3.500 km vuông (1.400 sq mi), là hồ lớn thứ hai của Iran. Nó được nuôi bằng nguồn nước của con sông Kor. Một số đập trên sông Kor đã giảm đáng kể lưu lượng nước của hồ, khiến độ mặn ngày càng tăng và gây nguy hiểm cho loài hồng hạc và các loài chim di cư tới đây mỗi năm. Hiện nay, hồ đã khô cạn đi khá nhiều. Chính phủ Iran đã đưa nơi đây trở thành một vườn quốc gia, một trong những biện pháp nhằm cứu vớt tự nhiên ở đây và bảo vệ các loài chim nói riêng.